# Magali Leguay
Pour les articles homonymes, voir Leguay.
Magali Leguay, née le 5 septembre 1985, est une judokate française.

## Biographie
Elle est médaillée d'argent aux Championnats du monde par équipes de judo en 2008 et médaillée d'or en moins de 70 kg aux Jeux de la Francophonie de 2009.